# Fernando Pombo García
Fernando Pombo García (Santander, 1943 - Madrid, 2011) fue un abogado y profesor de derecho español, y formaba parte de diversas Cortes de Arbitraje.

## Formación
Fernando Pombo era licenciado en derecho por la Universidad Complutense de Madrid; estudió Filosofía y Derecho en las Universidades de Oviedo y Madrid (1965) y cursó el doctorado en Ginebra, con Martin Achard y Múnich, con F. K. Beier en el Instituto Max Planck (1970-1971). Contaba, además, con estudios universitarios realizados en Dundee (1978) y en el Europa Institut de Ámsterdam (1979).

## Actividad profesional
Desde la fundación conjunta con Ignacio Gómez-Acebo de Gómez-Acebo & Pombo, el despacho que lleva su apellido en 1971, Fernando Pombo ocupaba la presidencia  del mismo, desempeñando, asimismo, la dirección del Consejo de Administración. En el ámbito internacional, era miembro del comité de gestión y del consejo de la International Bar Association, que  presidió en el bienio 2007-2008.
Alternaba el ejercicio del derecho con la labor docente, como profesor del Instituto Internacional de Estudios Legales de Salzburgo, con el que mantenía vínculo desde 1985. Era autor de varias publicaciones; entre ellas, Doing Business in Spain (Matthew Bender, de actualización anual). Era también miembro de los Ilustres Colegios de Abogados de Madrid (1971), Bilbao (1982), Sevilla (1983), Valencia (1983), Barcelona (1986) y Málaga (2001).
Asimismo, formaba parte de la Corte Española de Arbitraje, ABA, LES, AIPPI, AEPPC, IPBA, The Chartered Institute of Arbitrators, Life Fellow American Bar Foundation y The American Law Institute (ALI). También fue nombrado Asociado Honorario de la Barra Mexicana, el Colegio de Abogados de México (2008).

## Reconocimientos
- Gran Cruz de la Orden de San Raimundo de Peñafort, a título póstumo (Real Decreto del Consejo de Ministros del 7 de diciembre de 2012)
- Gran Cruz al Mérito en el Servicio a la Abogacía, que concede el Consejo General de la Abogacía Española.[7]
- Medalla de honor de los Ilustres Colegios de Abogados de Barcelona (2009)[8] y de Málaga, también en (2009).[9]
- Premio Aptissimi del Club de Derecho ESADE Alumni (2011), en reconocimiento a su trayectoria profesional.[10]
- Premio Iberian Lawyer Lifetime Achievement Award (2005), como reconocimiento también a su trayectoria profesional y a su contribución en la promoción de la abogacía a nivel internacional.[11]